# Prasinocyma leucogramma
Prasinocyma leucogramma är en fjärilsart som beskrevs av Louis Beethoven Prout 1922. Prasinocyma leucogramma ingår i släktet Prasinocyma och familjen mätare. Inga underarter finns listade i Catalogue of Life.